# 도시 속의 인디언
도시 속의 인디언(Un Indien Dans La Ville, An Indian In Paris)은 프랑스에서 제작된 허브 팔루드 감독의 1994년 영화이다. 띠에리 레미띠 등이 주연으로 출연하였고 띠에리 레미띠 등이 제작에 참여하였다.
영화의 일부는 미국 플로리다주 마이애미에서 촬영되었다.

## 출연

### 주연
- 띠에리 레미띠
- 패트릭 팀싯
- 루드빅 브리앙드
- 미우 미우

### 조연
- 아리엘 돔바슬
- 톨스티
- 잭키 베로어
- 마흐 드 종

## 제작진
- 미술: 이반 머시온
- 의상: 마르틴 라핀
- 배역: 머메이드